# Guardians of the Galaxy (Zeichentrickserie)
Guardians of the Galaxy ist eine US-amerikanische Zeichentrickserie, die lose auf den gleichnamigen Comics des Verlages Marvel basiert und die Geschichte des gleichnamigen Filmes von James Gunn fortsetzt, ohne Teil des Marvel Cinematic Universe zu sein.

## Handlung
Die Guardians of the Galaxy, bestehend aus Star-Lord, Gamora, Drax, Rocket Raccoon und Groot, müssen mithilfe des Crypto-Würfels die kosmische Saat finden. Die Saat ist eine mächtige Waffe, mit der man ein neues Universum erschaffen kann, und sie darf nicht in die falschen Hände gelangen. Galaktische Schurken wie Thanos, Korath, Nebula, Ronan oder die Ravager würden mit ihr das Universum in Angst und Schrecken versetzen. Daher müssen die Guardians of the Galaxy die kosmische Saat rechtzeitig finden und vernichten.

## Produktion und Veröffentlichung
Nach der Premiere von Der ultimative Spider-Man und Avengers – Gemeinsam unbesiegbar! sollte eine weitere Marvel-Zeichentrickserie in Produktion gehen, die auf den Guardians of the Galaxy basieren, die Auftritte des Teams in den beiden Vorgängerserien fungierten als Testläufe. Im Juli 2014 wurde die Serie schlussendlich auf der San Diego Comic-Con mit einem kurzen Teaser-Trailer angekündigt und sollte spätestens 2015 im amerikanischen Fernsehen ausgestrahlt werden. Im August 2015 wurde angekündigt, dass die Serie wie der gleichnamige Film Songs aus den 1970ern verwenden werde. Im Oktober 2015 wurde dann Guardians of the Galaxy: Cosmic Mix Volume 1, welche alle in der Serie verwendeten Pop-Songs beinhaltet, veröffentlicht.
Die Serie wurde im Oktober 2015 um eine zweite Staffel, welche ab März 2017 ausgestrahlt wird, verlängert.

## Episodenliste

### Micro-Serie
Bei der Micro-Serie handelt es sich um 5 kurze Episoden, mit einer Laufzeit von 4 Minuten, welche die Ursprünge der Guardians of the Galaxy vor den Ereignissen des Kinofilms erzählen. Während die einzelnen Folgen der Micro-Serie in Amerika im Fernsehen ausgestrahlt wurden, wurden sie in Deutschland lediglich auf DisneyXDs Youtube Kanal veröffentlicht und wurde außerdem jeweils in 2 Einzelepisoden mit einer Laufzeit von 2 Minuten aufgeteilt.
| Nr. (ges.) | Nr. (St.) | Deutscher Titel | Originaltitel  | Erstausstrahlung USA | Deutschsprachige Erstausstrahlung (D) | Regie | Drehbuch |
| ---------- | --------- | --------------- | -------------- | -------------------- | ------------------------------------- | ----- | -------- |
| 1          | 1         | Star-Lord       | Star-Lord      | 1. Aug. 2015         | 9. Feb. 2016 12. Feb. 2016            | -     | -        |
| 2          | 2         | Groot           | Groot          | 8. Aug. 2015         | 17. Feb. 2016 19. Feb. 2016           | -     | -        |
| 3          | 3         | Rocket Raccoon  | Rocket Raccoon | 15. Aug. 2015        | 24. Feb. 2016 27. Feb. 2016           | -     | -        |
| 4          | 4         | Drax            | Drax           | 22. Aug. 2015        | 2. März 2016 5. März 2016             | -     | -        |
| 5          | 5         | Gamora          | Gamora         | 29. Aug. 2015        | 10. März 2016 12. März 2016           | -     | -        |

### Staffel 1
| Nr. (ges.) | Nr. (St.) | Deutscher Titel                         | Originaltitel                          | Erstausstrahlung USA | Deutschsprachige Erstausstrahlung (D) | Regie         | Drehbuch                    |
| ---------- | --------- | --------------------------------------- | -------------------------------------- | -------------------- | ------------------------------------- | ------------- | --------------------------- |
| 1          | 1         | Die kosmische Saat                      | Road to Knowhere                       | 5. Sep. 2015         | 13. Feb. 2016                         | Leo Riley     | Marty Isenberg,Henry Gilroy |
| 2          | 2         | Eine weite Reise                        | Knowhere to Run                        | 26. Sep. 2015        | 13. Feb. 2016                         | Leo Riley     | Marty Isenberg              |
| 3          | 3         | Der Collector                           | One in a Million You                   | 3. Okt. 2015         | 13. Feb. 2016                         | James Yang    | Steven Melching             |
| 4          | 4         | Der Grandmaster                         | Take the Milano and Run                | 10. Okt. 2015        | 13. Feb. 2016                         | Jeff Wamester | Andrew R. Robinson          |
| 5          | 5         | Die Reise zum Mittelpunkt des Groot     | Can’t Fight This Seedling              | 17. Okt. 2015        | 14. Feb. 2016                         | James Yang    | David McDermott             |
| 6          | 6         | Der schwarze Orden                      | Undercover Angle                       | 24. Okt. 2015        | 14. Feb. 2016                         | Jeff Wamester | Marsha F. Griffin           |
| 7          | 7         | Falsches Spiel                          | The Backstabbers                       | 7. Nov. 2015         | 20. Feb. 2016                         | James Yang    | Andrew R. Robinson          |
| 8          | 8         | Angriff der Symbionten                  | Hitchin’ a Ride                        | 14. Nov. 2015        | 20. Feb. 2016                         | Jeff Wamester | David McDermott             |
| 9          | 9         | Die alte Heimat                         | We are Family                          | 21. Nov. 2015        | 21. Feb. 2016                         | James Yang    | Steven Melching             |
| 10         | 10        | Ronans Rückkehr                         | Bad Moon Rising                        | 28. Nov. 2015        | 21. Feb. 2016                         | Jeff Wamester | Matt Wayne                  |
| 11         | 11        | Space Cowboys                           | Space Cowboys                          | 21. Feb. 2016        | 27. Feb. 2016                         | James Yang    | Mairghread Scott            |
| 12         | 12        | Royale Intrige                          | Crystal Blue Persuasion                | 28. Feb. 2016        | 27. Feb. 2016                         | Jeff Wamester | David McDermott             |
| 13         | 13        | Heavy Metal                             | Stuck in the Metal With You            | 6. März 2016         | 10. Sep. 2016                         | Jeff Wamester | Todd Garfield               |
| 14         | 14        | Der Star-Lord                           | Don’t Stop Believin                    | 13. März 2016        | 11. Sep. 2016                         | James Yang    | Steven Melching             |
| 15         | 15        | Quills Schwester                        | Accidents Will Happen                  | 20. März 2016        | 12. Sep. 2016                         | Jeff Wamester | David McDermott             |
| 16         | 16        | Der Weltenbaum                          | We Are the World Tree                  | 27. März 2016        | 13. Sep. 2016                         | James Yang    | Mairghread Scott            |
| 17         | 17        | Quill und die Ladies                    | Come and Gut Your Love                 | 3. Apr. 2016         | 14. Sep. 2016                         | Jeff Wamester | Eric Karten                 |
| 18         | 18        | Der Asgard-Krieg – Teil 1: Donnerschlag | Asgard War Part One: Lightnin’ Strikes | 10. Apr. 2016        | 15. Sep. 2016                         | James Yang    | Marsha Griffin              |
| 19         | 19        | Der Asgard-Krieg – Teil 2: Rette mich!  | Asgard War Part Two: Rescue Me         | 17. Apr. 2016        | 16. Sep. 2016                         | Jeff Wamester | Steven Melching             |
| 20         | 20        | Geister der Vergangenheit               | Fox on the Run                         | 26. Juni 2016        | 17. Sep. 2016                         | Jeff Wamester | Mairghread Scott            |
| 21         | 21        | Zurück in Attilan                       | Inhuman Touch                          | 3. Juli 2016         | 18. Sep. 2016                         | James Yang    | David McDermott             |
| 22         | 22        | Alte Feinde                             | Welcome Back                           | 10. Juli 2016        | 19. Sep. 2016                         | Jeff Wamester | Marsha Griffin              |
| 23         | 23        | Eine lange Suche                        | I’ve Been Searching So Long            | 17. Juli 2016        | 20. Sep. 2016                         | James Yang    | Steven Melching             |
| 24         | 24        | Weltenwandel                            | I Feel the Earth Move                  | 24. Juli 2016        | 21. Sep. 2016                         | Jeff Wamester | Marty Isenberg              |
| 25         | 25        | Die falschen Guardians                  | Won’t Get Fooled Again                 | 2. Okt. 2016         | 31. Okt. 2016                         | James Yang    | Henry Gilroy                |
| 26         | 26        | Die Weihnachts-Guardians                | Jingle Bell Rock                       | 17. Dez. 2016        | 24. Dez. 2016                         | James Yang    | Grant Moran                 |

### Staffel 2
Deutschsprachige Erstausstrahlung bei Disney XD
| Nr. (ges.) | Nr. (St.) | Deutscher Titel                            | Originaltitel                       | Erstausstrahlung USA | Deutschsprachige Erstausstrahlung (D) | Regie         | Drehbuch                 |
| ---------- | --------- | ------------------------------------------ | ----------------------------------- | -------------------- | ------------------------------------- | ------------- | ------------------------ |
| 27         | 1         | Allianz der Helden – Teil 1                | Stayin' Alive                       | 11. März 2017        | 17. Apr. 2017                         | James Yang    | Marty Isenberg           |
| 28         | 2         | Allianz der Helden – Teil 2                | Evolution Rock                      | 11. März 2017        | 17. Apr. 2017                         | Jeff Wamester | Mairghread Scott         |
| 29         | 3         | Rocket und die Wahrheit                    | Lyin' Eyes                          | 18. März 2017        | 18. Apr. 2017                         | Jeff Wamester | Kevin Burke, Chris Wyatt |
| 30         | 4         | Groot und das Ei                           | Free Bird                           | 25. März 2017        | 19. Apr. 2017                         | James Yang    | Rich Fogel               |
| 31         | 5         | Auch Prinzessinnen wollen nur Spaß!        | Girls Just Wanna Have Fun           | 8. Apr. 2017         | 20. Apr. 2017                         | Jeff Wamester | Andrew Robinson          |
| 32         | 6         | Gamoras Mission                            | Black Helmet Woman                  | 15. Apr. 2017        | 24. Apr. 2017                         | James Yang    | David McDermott          |
| 33         | 7         | Zur falschen Zeit am Richtigen Ort         | Right Place, Wrong Time             | 15. Apr. 2017        | 24. Apr. 2017                         | Jeff Wamester | Mairghread Scott         |
| 34         | 8         | Cosmo Undercover                           | Me and You and a Dog Named Cosmo    | 15. Apr. 2017        | 25. Apr. 2017                         | James Yang    | Steven Melching          |
| 35         | 9         | Achtung, Zombies!                          | Can't Get It Out of My Head         | 15. Apr. 2017        | 26. Apr. 2017                         | Jeff Wamester | David McDermott          |
| 36         | 10        | Das Warlock-Baby                           | Rock Your Baby                      | 15. Apr. 2017        | 27. Apr. 2017                         | James Yang    | Mairghread Scott         |
| 37         | 11        | Der Symbiontenkrieg: Teil 1: Groots Heimat | Symbiote War Part 1: Wild World     | 6. Mai 2017          | 21. Aug. 2017                         | Jeff Wamester | David McDermott          |
| 38         | 12        | Der Symbiontenkrieg: Teil 2: Spartax       | Symbiote War Part 2: I Will Survive | 7. Mai 2017          | 22. Aug. 2017                         | James Yang    | Mairghread Scott         |
| 39         | 13        | Der Symbiontenkrieg: Teil 3: Asgard        | Symbiote War Part 3: Thunder Road   | 6. Mai 2017          | 23. Aug. 2017                         | Jeff Wamester | Andrew Robinson          |
| 40         | 14        | Zurück in Schwarz                          | Back in Black                       | 8. Juli 2017         | 24. Aug. 2017                         | James Yang    | Mairgherad Scott         |
| 41         | 15        | Ritter mit schwarzen Helmen                | Knights In Black Helmets            | 8. Juli 2017         | 28. Aug. 2017                         | Jeff Wamester | Mairgherad Scott         |
| 42         | 16        | Nova ich, Nova du                          | Nova Me, Nova You                   | 8. Juli 2017         | 29. Aug. 2017                         | James Yang    | Mairgherad Scott         |
| 43         | 17        | Mr. Roboto                                 | Mr. Roboto                          | 8. Juli 2017         | 30. Aug. 2017                         | Jeff Wamester | Mairgherad Scott         |
| 44         | 18        | Der Zerstörer                              | Destroyer                           | 5. Aug. 2017         | 21. Nov. 2017                         | James Yang    | Mairgherad Scott         |
| 45         | 19        | Familienbande                              | You Can’t Always Get What You Want  | 5. Aug. 2017         | 22. Nov. 2017                         |               |                          |
| 46         | 20        | Hartes Trainingslager                      | I’ve Seen All Good People           | 22. Nov. 2017        | 23. Nov. 2017                         |               |                          |
| 47         | 21        | Jemand anders muss dran glauben            | Another One Bites The Dust          | 29. Okt. 2017        | 27. Nov. 2017                         |               |                          |
| 48         | 22        | Bombe im Gepäck                            | It’s Tricky                         | 5. Nov. 2017         | 20. Nov. 2017                         |               |                          |
| 49         | 23        | Die Mächte des Bösen                       | You’re No Good                      | 12. Nov. 2017        | 28. Nov. 2017                         |               |                          |
| 50         | 24        | Hinter Goldenen Augen                      | Behind Gold Eyes                    | 12. Nov. 2017        | 29. Nov. 2017                         |               |                          |
| 51         | 25        | Vater und Sohn                             | Unfortunate Son                     | 3. Dez. 2017         | 24. Dez. 2017                         |               |                          |

Zusätzlich wurde die  Sonderepisode "Schiffbruch Im Sumpf" ("Pick Up The Pieces") ausgestrahlt.

### Staffel 3
Deutschsprachige Erstausstrahlung bei Disney XD
| Nr. (ges.) | Nr. (St.) | Deutscher Titel                                                         | Originaltitel                      | Erstausstrahlung USA | Deutschsprachige Erstausstrahlung (D) |
| ---------- | --------- | ----------------------------------------------------------------------- | ---------------------------------- | -------------------- | ------------------------------------- |
| 52         | 1         | Mission: Flucht!                                                        | Mission Breakout!                  | 18. März 2018        | 16. Apr. 2018                         |
| 53         | 2         | Zurück in New York                                                      | Back In The New York Groove        | 18. März 2018        | 17. Apr. 2018                         |
| 54         | 3         | Vereint gegen Carnage                                                   | Drive My Carnage                   | 25. März 2018        | 18. Apr. 2018                         |
| 55         | 4         | Gegen das Gesetz                                                        | I Fought The Law                   | 1. Apr. 2018         | 19. Apr. 2018                         |
| 56         | 5         | Gladiatorenkämpfe auf Titan                                             | Titan Up                           | 1. Apr. 2018         | 20. Apr. 2018                         |
| 57         | 6         | Geld regiert die Welt                                                   | Money Changes Everything           | 8. Apr. 2018         | 23. Apr. 2018                         |
| 58         | 7         | Gamoras Abrechnung                                                      | Sisters Are Doin It For Themselves | 8. Apr. 2018         | 24. Apr. 2018                         |
| 59         | 8         | We are the Champions                                                    | We Are The Champions               | 15. Apr. 2018        | 25. Apr. 2018                         |
| 60         | 9         | Ruhm                                                                    | Fame                               | 15. Apr. 2018        | 26. Apr. 2018                         |
| 61         | 10        | Wieder vereint                                                          | Happy Together                     | 22. Apr. 2018        | 4. Aug. 2019                          |
| 62         | 11        | Nichts wie raus hier!                                                   | Gotta Get Outta This Place         | 22. Apr. 2018        | 10. Aug. 2019                         |
| 63         | 12        | Howard, die Ente                                                        | Long Distance Runaround            | 29. Apr. 2018        | 11. Aug. 2019                         |
| 64         | 13        | Die letzte Sammlung                                                     | You Don’t Own Me                   | 29. Apr. 2018        | 17. Aug. 2019                         |
| 65         | 14        | Der Schwarze Vortex – Teil 1 (Gamoras Albtraum/Der Superheld)           | Black Vortex, Part One             | 5. Mai 2019          | 18. Aug. 2019                         |
| 66         | 15        | Der Schwarze Vortex – Teil 2 (Geliefert/Ich bin Groot)                  | Black Vortex, Part Two             | 5. Mai 2019          | 24. Aug. 2019                         |
| 67         | 16        | Der Schwarze Vortex – Teil 3 (Ich schmelze dahin/Rockets Zeichentricks) | Black Vortex, Part Three           | 12. Mai 2019         | 25. Aug. 2019                         |
| 68         | 17        | Der Schwarze Vortex – Teil 4 (Pixelwelt/Der Spiegel)                    | Black Vortex, Part Four            | 12. Mai 2019         | 31. Aug. 2019                         |
| 69         | 18        | Mit eiserner Faust                                                      | Blame It On The Boss Of Nova       | 19. Mai 2019         | 1. Sep. 2019                          |
| 70         | 19        | Der falsche Quill                                                       | The Real Me                        | 19. Mai 2019         | 7. Sep. 2019                          |
| 71         | 20        | Paranoid                                                                | Paranoid                           | 26. Mai 2019         | 8. Sep. 2019                          |
| 72         | 21        | Serpent                                                                 | Darkhawks On The Edge Of Town      | 26. Mai 2019         | 14. Sep. 2019                         |
| 73         | 22        | Loki, der Held                                                          | Holding Out For A Hero             | 2. Juni 2019         | 15. Sep. 2019                         |
| 74         | 23        | Der galaktische Freundeskreis                                           | With A Little Help From My Friends | 2. Juni 2019         | 21. Sep. 2019                         |
| 75         | 24        | Das zersplitterte Schwert                                               | Breaking Stuff Is Hard To Do       | 9. Juni 2019         | 22. Sep. 2019                         |
| 76         | 25        | Das Reich der Toten                                                     | Killer Queen                       | 9. Juni 2019         | 28. Sep. 2019                         |
| 77         | 26        | Nur ein Sieg                                                            | Just One Victory                   | 9. Juni 2019         | 29. Sep. 2019                         |

## Sprecher
Die deutsche Synchronisation entsteht unter der Dialogregie von Björn Schalla und Christian Press durch die Synchronfirma SDI Media in Berlin.

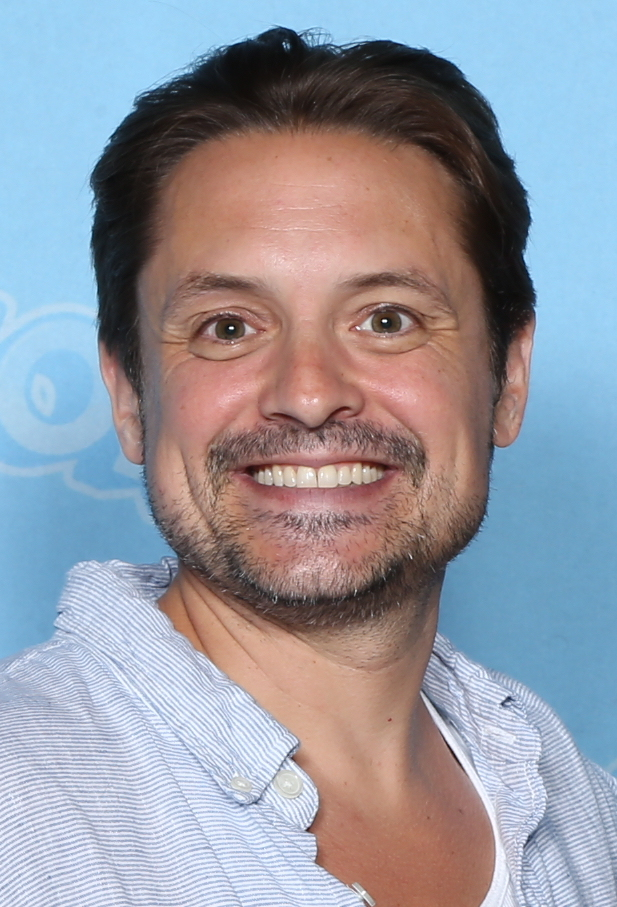
Sprecher Will Friedle

| Figur                   | Originalsprecher          | Deutscher Sprecher       |
| Guardians of the Galaxy | Guardians of the Galaxy   | Guardians of the Galaxy  |
| ----------------------- | ------------------------- | ------------------------ |
| Star-Lord / Peter Quill | Will Friedle              | Leonhard Mahlich         |
| Star-Lord / Peter Quill | Will Friedle              | Sebastian Fitzner (Kind) |
| Gamora                  | Vanessa Marshall          | Kaya Marie Möller        |
| Drax der Zerstörer      | David Sobolov             | Oliver Stritzel          |
| Rocket Raccoon          | Trevor Devall             | Jan-David Rönfeldt       |
| Groot                   | Kevin Michael Richardson  | Hans-Eckart Eckhardt     |
| Verbündete              |                           |                          |
| Broker                  | Kevin Michael Richardson  | Wolfgang Condrus         |
| Cosmo                   | James Arnold Taylor       | Andreas Müller           |
| Yondu Udonta            | James Arnold Taylor       | Tobias Lelle             |
| Nova Corp               |                           |                          |
| Nova Prime / Irani Rael | Tara Strong               | Kerstin Sanders-Dornseif |
| Rhomann Dey             | Jeff Bennett              | Michael Iwannek          |
| Inhumans                |                           |                          |
| Maximus der Wahnsinnige | Diedrich Bader            | Sven Gerhardt            |
| Medusa                  | Catherine Taber           | Victoria Sturm           |
| Schurken                |                           |                          |
| Collector               | Tom Kenny                 | Torsten Michaelis        |
| Ebony Maw               | James Urbaniak            | Erich Räuker             |
| Grandmaster             | Jason Spisak              | Lutz Riedel              |
| Korath                  | Dave Fennoy               | Daniel Zillmann          |
| Nebula                  | Cree Summer               | Rubina Nath              |
| Proxima Midnight        | Kari Wahlgren             | Martina Treger           |
| Pyko                    | Brian George              | Hans-Jürgen Dittberner   |
| Ronan der Ankläger      | Jonathan Adams            | Sascha Rotermund         |
| Thanos                  | Isaac C. Singleton junior | K. Dieter Klebsch        |
| Titus                   | JB Blanc                  | Axel Lutter              |

## Soundtrack
Die Serie benutzt wie die Filmvorlage diverse Pop-Songs der 1970er Jahre, welche im Oktober 2015 auf CD als Guardians of the Galaxy: Cosmic Mix Volume 1 veröffentlicht wurden.
1. Blue Swede – Hooked On A Feeling (2:53)
2. Joe Walsh – Rocky Mountain Way (5:16)
3. Queen – Don’t Stop Me Now (3:30)
4. Dobie Gray – Drift Away (3:57)
5. The Hudson Brothers – So You Are A Star (3:48)
6. Thin Lizzy – The Boys Are Back In Town (4:28)
7. James Gang – Walk Away (3:34)
8. James Gang – Funk #49 (3:56)
9. Peaches & Herb – Shake Your Groove Thing (5:33)
10. Gloria Gaynor – I Will Survive (8:01)
11. Cameo – Funk Funk (4:48)
12. Three Dog Night – Joy To The World (3:40)